# Cupa Laver 2025
Cupa Laver 2025 este a opta ediție a Cupei Laver, turneul de tenis masculin între echipe din Europa și Restul Lumii. Se joacă pe terenuri cu suprafață dură, în interior, la Chase Center din San Francisco, Statele Unite, în perioada 19–21 septembrie 2025. Yannick Noah și Andre Agassi vor fi căpitani de echipă pentru prima dată.

## Selecția jucătorilor
La 2 decembrie 2024, Carlos Alcaraz și Taylor Fritz au fost primii jucători care și-au confirmat participarea la echipa Europei și, respectiv, echipa Restul Lumii. La 20 februarie 2025, Alexander Zverev și Ben Shelton au fost următorii jucători care și-au anunțat participarea. Tommy Paul a fost confirmat pentru eveniment la 1 aprilie 2025. La 13 mai 2025, organizatorii au anunțat că Holger Rune și João Fonseca vor debuta în Cupa Laver. La 30 iulie, Casper Ruud și la 12 august, Frances Tiafoe și-au anunțat participarea la eveniment.

## Participanți
| Echipa Europa         | Echipa Europa |
| --------------------- | ------------- |
| Căpitan: Yannick Noah |               |
| Jucător               | Poz.          |
| Carlos Alcaraz        | 2             |
| Alexander Zverev      | 3             |
| Holger Rune           | 9             |
| Casper Ruud           | 13            |
|                       |               |
|                       |               |

| Echipa Restul Lumii   | Echipa Restul Lumii |
| --------------------- | ------------------- |
| Căpitan: Andre Agassi |                     |
| Jucător               | Poz.                |
| Taylor Fritz          | 4                   |
| Ben Shelton           | 6                   |
| Frances Tiafoe        | 14                  |
| Tommy Paul            | 16                  |
| João Fonseca          | 52                  |
|                       |                     |

- Clasamentul la simplu la 28 iulie 2025

## Meciuri
Fiecare meci câștigat în prima zi valorează un punct, în a doua zi două puncte, iar în a treia zi trei puncte. Câștigă prima echipă care ajunge la 13 puncte.
| Zi / Pcte | Dată | Tip meci | Echipa Europei | Echipa Restul Lumii | Scor | Puncte echipe după meci |
| --------- | ---- | -------- | -------------- | ------------------- | ---- | ----------------------- |